# 大武山新木姜子
大武山新木姜子（学名：Neolitsea daibuensis）为樟科新木姜子属下的一个种。